# Dipoena grammata
Espèce
Dipoena grammata est une espèce d'araignées aranéomorphes de la famille des Theridiidae.

## Distribution
Cette espèce est endémique du Gabon.

## Description
Le mâle holotype mesure 2 mm.

## Publication originale
- Simon, 1903 : Arachnides de la Guinée espagnole. Memoiras de la Sociedad española de. Historia natural, vol. 1, no 3, p. 65-124 (texte intégral).